# 284
284 (CCLXXXIV na numeração romana) foi um ano bissexto do século IV do Calendário Juliano, da Era de Cristo, teve início a uma terça-feira  e terminou a uma quarta-feira, as suas letras dominicais foram F e E (52 semanas)
| Ano completo                          |
| ------------------------------------- |
| Ano bissexto com início à terça-feira |

## Acontecimentos
- 20 de Novembro - Sobe ao poder o imperador Diocleciano, fato que encerra o ciclo histórico hoje conhecido como crise do terceiro século.
- O Patriarca Rufino I sucede ao Patriarca Domécio como Patriarca de Constantinopla
- Ano 1 do Calendário copta (que se prolonga por 285)
- Os Bagaudas revoltam-se contra o Império Romano, na Gália.
- Nova organização administrativa da Hispânia, sob Caio Aurélio Valério Diocleciano com a divisão em cinco províncias: Tarraconense, Cartaginense, Bética, Lusitânia e Galécia, que perdurará até à perda da Península Ibérica por Roma.

## Nascimentos
- Ge Hong (data mais provável), famoso alquimista e oficial chinês.

## Mortes
- Novembro - Numeriano, imperador romano
- Diofanto, matemático grego (data aproximada)